# Robshelfordia anastomosa
Robshelfordia anastomosa är en kackerlacksart som först beskrevs av Johann Gottlieb Otto Tepper 1893.  Robshelfordia anastomosa ingår i släktet Robshelfordia och familjen småkackerlackor. Inga underarter finns listade i Catalogue of Life.